# Vulpes vulpes jakutensis
Vulpes vulpes jakutensis es una subespecie de  mamíferos carnívoros  de la familia Canidae.

## Distribución geográfica
Se encuentra en Yakutia (Rusia).